# Враниште (Струга)
Враниште (мкд. Враниште) је насеље у Северној Македонији, у западном делу државе. Враниште припада општини Струга.

## Географија
Насеље Враниште је смештено у југозападном делу Северне Македоније. Од најближег града, Струге, насеље је удаљено 5 km северно.
Враниште се налази у историјској области Горњи Дримкол, која се обухвата северну обалу Охридског језера, око истока Црног Дрима из језера. Насеље је смештено у Струшком пољу, које се пружа на северној страни Охридског језера. Надморска висина насеља је приближно 700 метара.
Клима у насељу, и поред знатне надморске висине, има жупне одлике, па је пре умерено континентална него планинска.

## Становништво
Враниште је према последњем попису из 2002. године имало 1.517 становника. 
Већину становништва чине етнички Македонци (99%), а остало су Срби и Цинцари.
Већинска вероисповест је православље.